# ワシントン記念塔
ワシントン記念塔（ワシントンきねんとう、英語: Washington Monument）は、アメリカ合衆国首都ワシントンD.C.の中心部に位置する、ナショナル・モールの中心にそびえ立つ、巨大な白色のオベリスクの名称である。単にワシントン・モニュメントと呼ばれることや、ワシントン記念塔などと呼ばれる場合もある。1776年の独立戦争時に、アメリカ大陸軍を率いてイギリス軍との戦いを勝利へと導いた合衆国初代大統領、ジョージ・ワシントンの名誉ある功績を称えて建造された、アメリカ合衆国大統領記念塔の一つである。
この記念塔は、大理石、花崗岩、砂岩など国産の石約3万6千個で出来ており、基礎には片麻岩の青石、塔に花崗岩を使用している。デザインは、1840年代アメリカで最も卓越した建築家の一人であった、ロバート・ミルズによるものである。実際に記念塔が着工されたのは1848年であったが、南北戦争や資金不足が重なり建築工程が中断され、建立に至ったのはミルズの死後ほぼ30年後にあたる1884年のことであった。このために外側の面は、3つの異なる種類の白大理石で構成されることになり、創建から工事が再開されるまでの1876年に建設されたものであることが、大理石の色の明るさの違い（地上から約46メートル、150フィートほどの位置）としてはっきりと示されている。
基礎が起工されたのは1848年7月4日で、冠石が完成したのが1884年12月6日、そして完成の除幕式が行われたのはその翌年の1885年2月21日だった。また塔が公式に一般開放されたのは1888年10月9日である。竣工と共に、1889年にフランスのパリにエッフェル塔が完成するまで（建設当時約312メートル）、169メートルという世界で最も高い建築物となった。石造物としては世界で最も高く、世界で最も高いオベリスクでもある。
尚、ワシントン記念塔の反射影が、塔の西方向にあるリンカーン記念館前方の、長方形にかたどられたリフレクティング・プールに映るのが見える。
ミルズが更に計画していたギリシャのドーリア式のロトンダが、記念塔の柱礎に建設されなかったことは一般に良かったと考えられている。

## 沿革

### 記念塔建設の動機

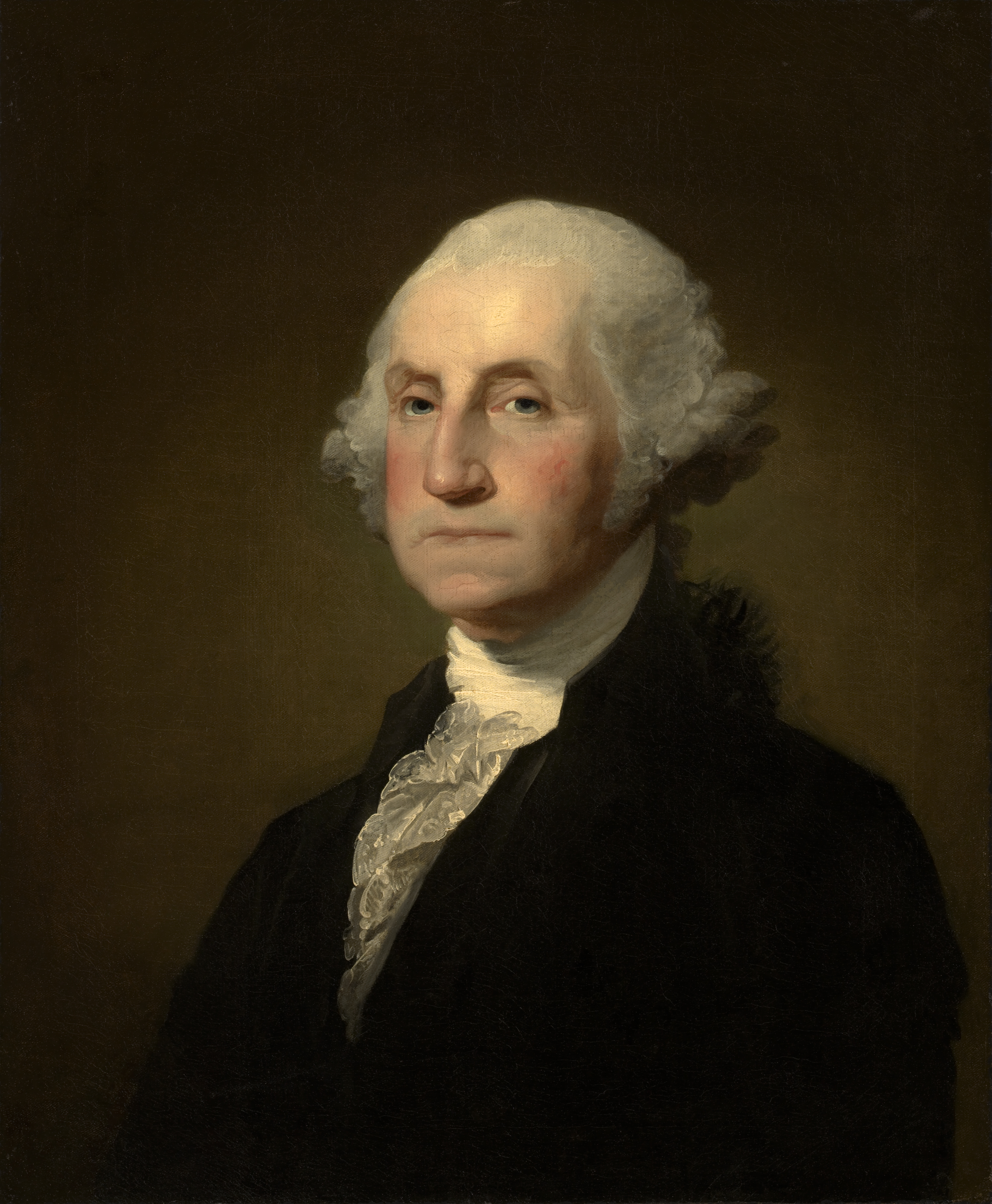
アメリカ合衆国初代大統領、ジョージ・ワシントン

1799年12月のワシントンの死後、アメリカ合衆国議会は、1791年から建設中であった首都予定地に適切な記念塔を建てることを承認したが、1800年の重要な選挙の後、1801年に民主党・共和党（ジェファソニアン・リパブリカン）が議会を掌握し、対立する政党間で初めて政権が交代すると、この決定は覆された。共和党は、ワシントンが連邦党の象徴となったことに落胆し、さらに共和党の価値観は、権力者の記念塔を建てるという考えに敵対しているように思われた。 共和党はまた、ワシントンをコインに描いたり、誕生日を祝ったりすることを妨害した。 南北戦争をめぐる南北分断に加え、さらなる政治的対立が、19世紀後半までワシントン記念塔の完成を阻んだ。 その頃には、ワシントンは南北両方から祝福される国民的英雄のイメージを持っており、彼への記念塔はもはや論争の的ではなくなっていた。
1783年の時点で、旧連邦議会（1781年以降、先の第二大陸議会の後継組織）は、「ジョージ・ワシントンの騎馬像を、議会棟が設置される場所に建てること」を決議していた。 この提案では、「アメリカ合衆国の自由、主権、独立を正当化し確保した戦争において、アメリカ軍の輝かしい総司令官であったジョージ・ワシントンに敬意を表して」建てられたと説明する彫像が必要とされた。現在、首都ワシントンD.C.には、ワシントン大統領の騎馬像が2体ある。ひとつはジョージ・ワシントン大学キャンパスの北端、フォギー・ボトムとウェスト・エンド地区の交差点にあるワシントン・サークルにあり、もうひとつはワシントン北西部のセント・アルバン山にあるエピスコパル教会の国立大聖堂の庭園にある。
ワシントンの死から10日後の1799年12月24日、米国議会の委員会は別のタイプの記念塔を推奨した。 ヴァージニア州選出の下院議員ジョン・マーシャル（1755-1835）（後に合衆国最高裁長官、1801-1835）は、議事堂内に墓を建てることを提案し、後にそのような地下墓所を大ドームのロトンダの下に設置する設計がなされた。 しかし、資金不足、どのような記念塔がこの国の初代大統領を最もよく称えるかについての意見の相違、そしてワシントン家がマウント・バーノンから彼の遺体を移動させたがらなかったことが、プロジェクトの進展を妨げた。
ワシントンの1799年12月26日の葬儀で「ライト・ホース・ハリー」リー元帥が弔辞で述べたように、「戦争で第一、平和で第一、そして同胞の心で第一」であった指導者として、1775年から1799年まで、新生アメリカ合衆国の秀でた軍事的・政治的指導者であった。 1799年にワシントンが死去したとき、彼はアメリカの軍事的・市民的愛国心の象徴として揺るぎない存在であった。 彼はまた、1800年に国政の主導権をジェファソニアン共和党に奪われた連邦党と同一視されており、ジェファソニアン共和党は野党の英雄を称えることに消極的であった。

### 建立の提議
アメリカ合衆国の創設者の中で唯一、ジョージ・ワシントンはその統率力がアメリカの独立をもたらしたとして認められ、「アメリカ建国の父」という名声を得た。1775年にアメリカ大陸軍指揮官に任命された彼は戦闘部隊を形成し、当時のイギリスから独立を勝ち取ったのである。1787年にはアメリカ合衆国憲法制定会議の議長として、その後200年以上続く政府を協会するための協議を結論へ導く手助けをした。彼がアメリカ合衆国議会の満場一致で合衆国の初代大統領に選出されたのはその2年後のことである。彼は大統領の任期を決定し、司法・立法・行政の3つの政府部門の結びつきを進展させる手助けをした。また判例法を設立し、出来て間もない政府を首尾よくそのとるべき針路へと送り出した。彼はうわべだけの権力を拒み、君主的政府や伝統を転換した。それまでと違った方法で政策の指揮を執るという相当な重圧があったにもかかわらず、彼は2度アメリカで最も権力のある地位に仕え、その後3選目を辞退した。ワシントンは完全な政治家であったが為に、彼が下した決定や行動から起こった各方面への波及には、依然として注意が払われている。
アメリカ独立戦争が終結した際、合衆国にはワシントンほど敬意を払って指揮をした国民はいなかったと考えられた。アメリカ国民は限られた備蓄や未経験の兵士にもかかわらず戦争に勝利した彼の能力を祝した。また給料の受け取りを拒否した彼の決定に敬服し、経費のみの返済を快く容認した。更に数人の軍将校が、ワシントンを新たに建国される国の国王に選出するとした提案を断ったことが世間に知られたとき、国民の彼への敬意はそれまで以上に増大した。彼が成し遂げたことだけではなく、彼のやり方もまた敬服される対象であった。合衆国2代目大統領、ジョン・アダムズの妻であったアビゲイル・アダムズは、彼を「威厳があり上品、馴れ馴れしくなく親しみがあり、傲慢でなく淡々として、厳格過ぎず威厳があり、穏当で賢く、よき人である。」と称えている。
戦争後ワシントンはマウントバーノンの農園に隠退するが、彼はすぐに公務の生活に復帰するかどうか決めなければならなかった。連邦政府にとって連邦規約が税金の徴収、貿易の規制またはその境界の統制を行うのに支配力が余り無いままであることがはっきりしてくると、後に第4代合衆国大統領となるジェームズ・マディソンらが政府の権力を強化するであろうとの考えから議会を招集し始める。ワシントンはマウント・バーノンの経営や事業関連の仕事があり、議会への出席には気が乗らなかった。しかしもし彼が議会の行われるフィラデルフィアに赴かなければ、彼自身の名声はおろか合衆国の先行きをも憂慮することになっていたであろう。最終的に彼はバージニア州代表の一人として公職を務めることを決めた。1787年夏期の他の代表は、最終的にアメリカ合衆国憲法を創り出すこととなる協議の議長にワシントンを選出した。

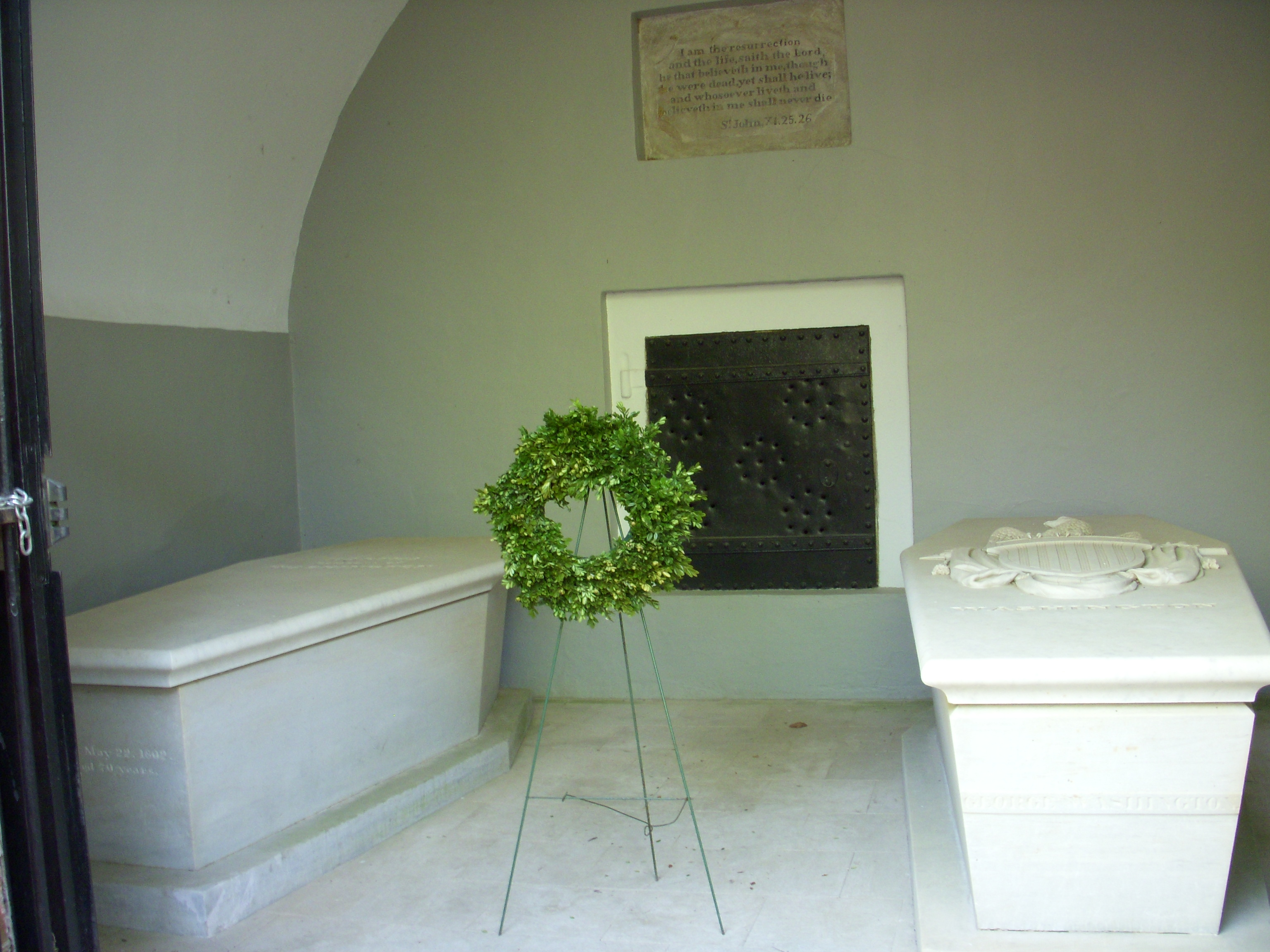
マウント・バーノンのワシントンの墓

憲法のカギとなる部分の一つは、合衆国大統領という地位の造成であった。誰一人としてワシントンよりもその地位につく資格のある人間がいるようには思われず、1789年を皮切りにワシントンの2期に渡る大統領期間が始まった。彼は国民の彼への尊敬を、新しい大統領職の尊敬へと発展させるために利用したが、新しいアメリカがそれまで戦っていた国と同じように、アメリカ大統領もまた強権力になるのではないかという懸念を自発的に和らげようともした。また彼は国民が米国国法銀行（当時）の援助、支出に報いるための税金徴収、陸軍や海軍の強化を必要としていると考え、堅固な政府を創設しようとした。国民の多くが3期目も大統領職に残る事を望んだが、1797年に再びワシントンはマウント・バーノンに退いた。
その2年後、ワシントンは急逝する。彼の死は大きな悲しみを呼び、再び彼を顕彰する試みがなされた。以前の1783年初頭に、大陸議会は「ジョージ・ワシントンの乗馬像が、議会邸宅が建設されるであろう場所に創設される」ことを決議した。またこの計画は銅像に「合衆国の自由、主権、独立が立証された戦争における、アメリカ合衆国陸軍最高指揮官ジョージ・ワシントンの輝かしい功績を称えて」建てられたことを説明する文の彫刻を求めていた。政府が常置の本拠地を欠いている間大きな騒動などが何も起こらなかった理由は容易に理解できたにもかかわらず、議会がワシントンD.C.を新たな首都として固定した後でさえほとんど進歩が無かった。いかに幾年もわたって議会がワシントンを頼りにしていたかがわかる。
ワシントン大統領の死から10日後、議会委員会は乗馬像とは異なる形式の記念塔の建設を推奨した。バージニア州代表ですぐ後にアメリカ合衆国最高裁判所長官になった、ジョン・マーシャルは、アメリカ合衆国議会議事堂内にワシントンの墓石を建設することを提案した。しかし資金不足のために、どのような記念塔が合衆国最初の大統領の栄光を称えるに最も相応しいかを巡って意見の相違が相次ぎ、また遺体の移転に気が進まないワシントンの遺族らの嫌気が、議会の計画の進展を妨げた。

### デザイン

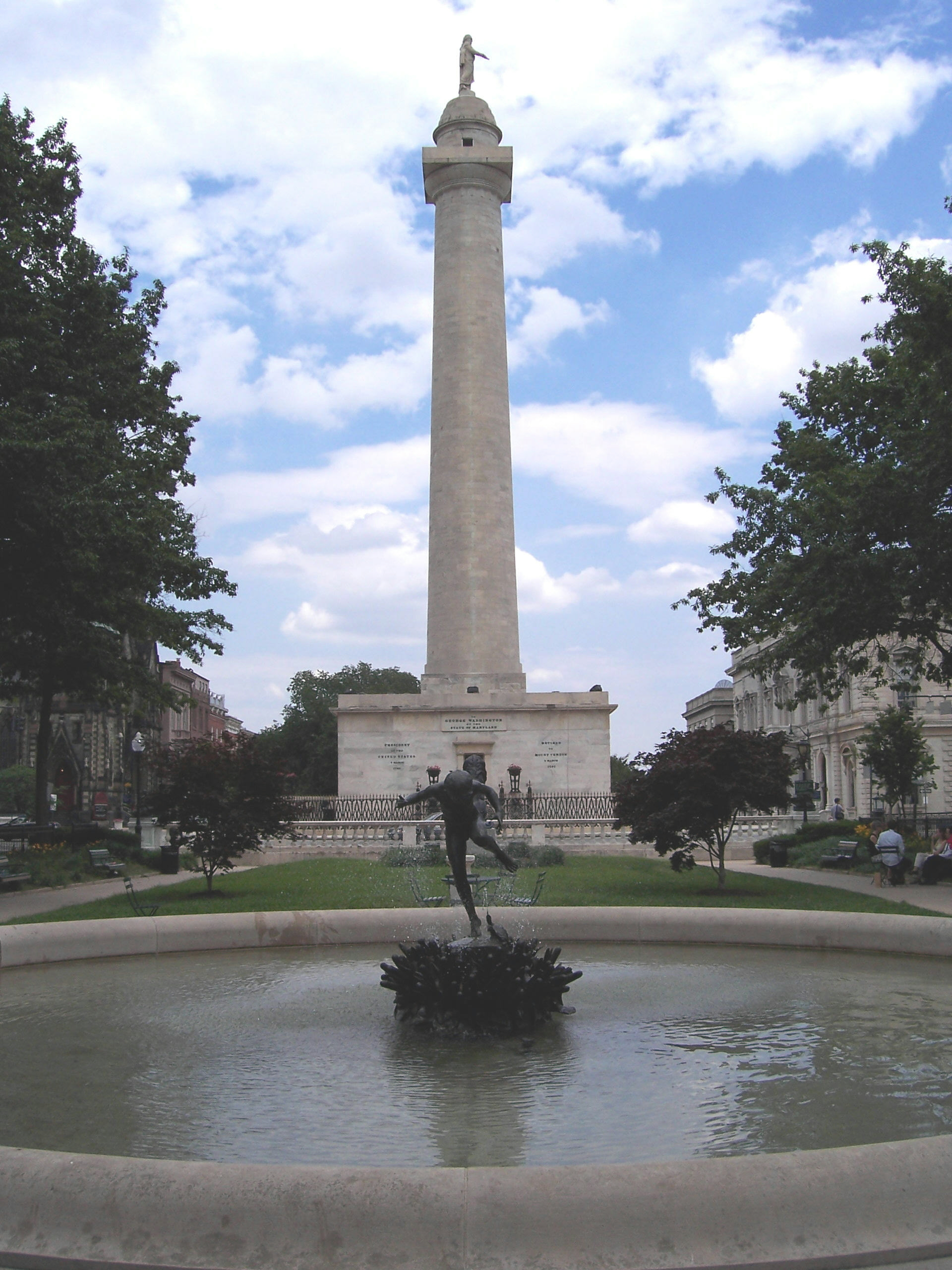
ロバート・ミルズが1814年にデザインした、ボルチモアワシントン記念碑

記念塔の建設に向けた進展がようやく始まったのは、1833年のことである。 その年、イライザ・ハミルトン、ドリー・マディソン、ルイザ・アダムスら大勢の市民が「ワシントン・ナショナル・モニュメント協会」を結成した。 3年後の1836年、彼らは28,000ドルの寄付金（2023年の100万ドルに相当）を集めた後、記念塔の設計競技を行うことを発表した: :第1章 1835年9月23日、協会の管理委員会は彼らの期待について次のように述べた。
予定されている記念碑は、その栄誉を称えて建てられる彼のように、世界でも類を見ないものであり、建立される人々の感謝、寛大さ、愛国心にふさわしいものでなければならない。 それは驚異と優雅さを融合させ、アメリカ国民の誇りとなり、それを見るすべての人の賞賛の対象となるような大きさと美しさを備えたものでなければならない。 その材料はすべて米国産とし、各州から運ばれた大理石と花崗岩を使用することで、各州がその建設に資金だけでなく材料も提供するという栄光にも参加できるようにする。
1836年、協会は設計競技を開催した。1845年、優勝者は建築家のロバート・ミルズ (建築家)と発表された。ミルズは、おそらく建築家として専門的に訓練を受けた最初のアメリカ生まれの人物であり設計を委任するに足る資格の持ち主だった:2–2。これ以前の1814年に、ボルチモア市民は、港町に計画されていた元裁判所広場に建設する最初のジョージ・ワシントン記念碑を建設するために彼を選んだ。ミルズは、大統領の像が頂部に据えられた、バルコニー付きの装飾が凝った高いギリシャ様式の円柱を設計した。ミルズのボルチモア記念塔は、1815年に定礎され建設が開始されたが、1829年に完成した際には、簡素な円柱の柱身にトーガをまとったワシントンの像を頂く形に簡素化された。しかし、その高さを理由に、当時田園地帯であった北の丘に移設された。ミルズは、ボルチモアの南西わずか40マイル（65キロ）に位置する首都をよく知っており、また、ワシントンの公共建築物の建築家として選ばれたばかりであった。彼の設計では、直径250フィート（76m）、高さ100フィート（30m）の円形列柱の建物が求められ、そこから高さ500フィート（150m）の四面のオベリスクがそびえ立ち、総高は600フィート（180m）となる予定であった。直径70フィート（21m）の巨大な円柱が建物の中心でオベリスクを支えることになっていた。オベリスクは、底辺が70フィート（21m）の正方形で、頂部は40フィート（12m）の正方形で、やや尖った屋根が載せられることになっていた。オベリスクも柱も内部は空洞で、螺旋状の鉄道が通っていた。オベリスクには入り口がなく、その内部には、オベリスクが載せられている柱の内部から入るようになっていた。柱の底辺には「アーチ道」があった。建物のポーチの上部には、6頭の馬が引く2輪戦車に乗って手綱を取ったワシントンの像が置かれる予定であった。列柱廊の内側には、独立戦争の英雄30人の像と、独立宣言署名者56人の像が置かれる予定であった。: 6–8: 13: 26–28 

このミルズの設計に対する批判はすでに1847年に出ており、ロチェスターの建築家ヘンリー・ロビンソン・サールが、ミルズのプロジェクトに対する3つの反対意見に裏打ちされた代替コンセプトを提示した。
「まず、基礎は必要な高さの重量、特に強風による局所的な圧力の増加に耐えられるか。第二に、このオベリスクは単なる拡大された盗作にしか見えず、ワシントン個人や彼と関係のある人々の記憶、あるいはこの成長しつつある国の歴史をまったく表していない。第三に、このオベリスクには美的要素がまったくなく、ワシントンと彼の協力者たちがこの国を建国した偉業の偉大さを、国内の訪問者であれ外国人の訪問者であれ印象付けるようなものは何もない。」
しかし、100万ドル（1848年の貨幣価値で、2023年の3000万ドルに相当）以上という見積もり価格が、協会を躊躇させた。 1848年4月11日、協会は資金不足を理由に、シンプルな無地のオベリスクのみを建設することを決定した。 ミルズが1848年に建設したオベリスクは、高さ500フィート（150メートル）、基部は55フィート（17メートル）四方、頂部は35フィート（11メートル）四方の大きさだった。 高さ15フィート（4.6メートル）、幅6フィート（1.8メートル）の2つの巨大な出入り口が基部の東西にあった:15, 21。それぞれの出入り口を取り囲むように、高く盛り上がった縁、重厚なペディメント、エンタブラチャーがあり、その内側にはエジプト風の翼のある太陽とアスプが彫られていた:23:353+。この当初の設計は、オベリスクの基部を取り囲む巨大な神殿に適合していたが、それが建設されなかったため、第2期工事の建築家トーマス・リンカーン・ケーシーは、1885年に突出したジャム、ペディメント、エンタブラチャーを滑らかにし、アルコーヴを形成する大理石で西の入り口を壁で囲み、東の入り口の高さを8フィート（2.4m）に下げた:90 – 91。 西のアルコーヴには、1992-93年以来、ワシントンのブロンズ像が置かれている。 また、1992年から93年にかけて、ミルズによる1848年のデザインを模倣し、翼のある太陽とスズメバチで装飾された石灰岩の囲いが東エレベーター入口に設置された。
この時期、議会は建設計画に15万平方メートル（37エーカー）の土地を寄贈していた。首都建設に従事していた建築家のピエール・シャルル・ランファンが選んだ場所は湿り気が多く不安定な土壌で、その後建立されるであろう巨大で重量のある建築物を支えるには適していなかった。そのため、その場所からやや南東に新しい土地が紹介されたが、依然としてより多くの好条件を提案しなければならないような場所だった。記念塔は「ポトマック川の美しい景観を表す」、と協会の構成員は書いており、更に「記念塔は周囲の州全てから見えるであろう程かなり隆起したもの」であるとしていた。公衆の土地であるため、「将来のいかなる障害物も景観に危害を及ぼさない…そしてそれはワシントン長官の遺骨が眠るマウント・バーノンからも完全な眺めになるだろう」と続けている。

### 着工
ワシントン記念塔はもともと、ホワイトハウスの中心から真南に伸びる線が、キャピトル・ヒルの連邦議会議事堂の中心から真西に伸びる線と交差する地点に設置される予定だった。 フランス生まれの軍事技術者ピエール・シャルル・ランファンが1791年に発表した先見の明のある「アメリカ合衆国政府の恒久的な所在地として意図された都市の計画」では、この地点を、アメリカ独立戦争（1775年 - 1783年）末期の1783年に旧連邦議会が将来のアメリカの首都に提案したジョージ・ワシントンの中央騎馬像の位置として指定した。予定されていた場所の地盤は、計画されていたオベリスクのように重い構造物を支えるには不安定すぎることが判明したため、記念塔の位置は東南東に390フィート（118.9m）移動された。当初予定されていたその場所には、現在、ジェファーソン桟橋と呼ばれる小さな一枚岩が建っている。その結果、マクミラン計画では、リンカーン記念堂は「議事堂と記念塔の主軸上に配置」されるべきであり、議事堂または記念塔の真西ではなく、議事堂または記念塔の真西から約1°南に配置されるべきであると規定されたt.。

#### 発掘と最初の建設
ワシントン記念塔の土台を掘る作業は1848年春に着工された。礎石はワシントンが所属していた世界規模の友愛組織で今なお存在する、フリーメイソンが主催した独立記念日の式典の一環として敷設された。当日の演説では、合衆国はそれ以降もワシントンを崇敬し続けるであろうといった内容が示された。祝賀者の一人は、「もうワシントンが我々の時代に戻ってくることはないだろう…しかし彼の美徳は人類の心に刻み込まれた。戦場で大きな成果をあげた者は、ワシントンの指揮能力を見上げる。協議で日々賢くなる者は、ワシントンを手本にしていると感じる。そして人々の切望に反して権力を放棄する者は、その目にワシントンのような輝きを抱くのだ。」と書き記している。
敷地の発掘、準備されたベッドへの礎石の敷設、礎石の周囲と上への元の基礎の敷設、そして翌年には巨大な壁の建設が始まった。 建設に奴隷労働が使われたという現代の主張について、ワシントン記念塔の歴史家ジョン・スティール・ゴードンは、「確かなことは言えませんが、石工はかなり高度な技術を持っていたので、奴隷がやっていたとは考えにくい」と述べている。「石は石工によって切り出され、それは非常に熟練した仕事です。また、石は蒸気機関によって吊り上げられたので、熟練した技師と現場監督が必要だったはずです。 蒸気エンジンの手入れ、鋳鉄製の階段の建設......。 ... 初期の石切り場はメリーランド州にあったので、石の切り出しと運搬に奴隷労働が使われたのは間違いない」 ゴードンの言葉を引用したエイブラハム・リースマンは、「前世紀アメリカには、奴隷になりながら熟練労働者として働いた人々がたくさんいた」と述べている。 実際、石工として働く奴隷の人々はいた。 そのため、記念塔に必要な熟練労働の一部を担っていた奴隷がいた可能性は残っている」。歴史家のジェシー・ホランドによれば、当時ワシントンとその周辺の州では奴隷制度が普及しており、公共建設や民間建設で奴隷がよく使われていたことから、建設労働者の中にアフリカ系アメリカ人の奴隷がいた可能性は非常に高い。
ゴードンの主張は、奴隷制度が廃止された後の第二期（1879年 - 1888年）においても有効で、当時は敷設されたすべての石に、熟練した石工による目立てと研磨が必要だった。 これには、1885年から86年にかけて建設された鉄の階段も含まれる。 採石場の石工が奴隷であったことは、1790年代の合衆国議会議事堂建設時には採石場の労働者がすべて奴隷であったことから確認されている:5–6。 しかし、その建設のほとんどは未熟練な手作業しか必要としなかったので、ホランドの見解は第一期については妥当である。 手作業によるウインチであれ蒸気機関であれ、第一段階で一個数トンの石を持ち上げるのに使われた方法に関する情報は残っていない:17–23。1790年代にアメリカ合衆国議事堂の中心部を建設した奴隷に関する現存する情報は、あまり役に立たない。 当時、ジョージタウン郊外のコロンビア特別区は人口がまばらであったため、連邦政府は奴隷の所有者から奴隷を借り受け、その所有者は奴隷の通常の日常労働に対して賃金を支払っていた。 日曜、祝日、夜間の残業代は奴隷に直接支払われ、彼らはそれを日々の生活に充てるか、自由を買うための貯蓄に回すことができた:9。 逆に、記念塔の第一期は民間団体であるワシントン・ナショナル・モニュメント協会によって建設され、連邦政府ほど大らかではなかったかもしれないが、2つの協会が記念塔の管理権を争っていた1850年代にほとんどの情報が失われた。 記念塔の第一段階とほぼ同時期の、1850年代の議事堂の大規模な拡張工事における奴隷の使用に関する有益な情報は存在しない。
第一段階で使用された石材のうち、熟練した石工を必要としたのは、石碑の外面にある大理石のブロック（その内面は非常に粗いままだった）と、石碑の粗い内壁を形成する片麻岩の石（壁の内側の石の他の表面はすべてギザギザのままだった）だけである。 第一段階で敷き詰められた片麻岩の大部分は、非常に大きな石から非常に小さなギザギザの石まで、壁の外側と内側の間にある石で、大量のモルタルで固められた瓦礫の山を形成している。 この瓦礫の上面は、第二期に使用された磨き上げられた大理石や花崗岩がその上に敷き詰められる直前に描かれた1880年の図面で、ウォールズの下に見ることができる。 壁の下にある元の基礎は、層状の片麻岩の礫でできていたが、壁の中に使用された巨石はなかった。 第一段階で使われた片麻岩のほとんどは、ポトマック川上流域の採石場から入手したものである。 第一段階と第二段階の大理石のほとんどはコッキーズヴィル大理石で、ボルチモアのダウンタウンの北、ボルチモア郡の田舎の採石場から入手した。

1848年7月4日の独立記念日に、ワシントンが所属していたのと同じ組織であるフリーメイソンが（物理的ではなく象徴的に）礎石を据えた:45, 136–143。ジョセフ・R・チャンドラーによれば:136, 140–141：
ワシントンはもう我々の時代には現れないだろう． しかし、彼の美徳は人類の心に刻印されている。 戦場で大活躍する者は、ワシントンの大将ぶりを仰ぎ見る。 助言において賢くなる者は、ワシントンを模倣していると感じる。 民衆の意に反して権力を放棄できる者は、ワシントンの輝かしい模範をその目に焼き付けている。
2年後の1850年7月4日、ジョージ・ワシントンの養子でマーサ・ワシントン（1731年 - 1802年）の孫であるジョージ・ワシントン・パーク・カスティス（1781年 - 1857年）は、コロンビア特別区の人々から集められた石を記念塔に奉納した。この式典には第12代大統領ザカリー・テイラー（1784年 - 1850年、在任期間1849年 - 1850年）も出席していたが、食中毒で亡くなるわずか5日前であった。

### 寄付金の不足
建設は1854年まで続けられ、記念塔は高さ152フィート（46.3メートル）に達した時点で寄付金が底をついた。 その時、ローマ教皇ピウス9世が寄進した「教皇の石」と呼ばれる記念塔が、1854年3月6日未明、「ノウ・ナッシング」として知られる反カトリック・反移民派のアメリカ党のメンバーによって破壊された（1982年、司祭が元の石の英語フレーズ「ローマからアメリカへ」の代わりにラテン語フレーズ「ア・ローマ・アメリカエ」を使って石を取り替えた）。 当時の経済的・政治的状況により、ワシントン・ナショナル・モニュメント協会への公的寄付が途絶えたため、彼らは議会に資金提供を訴えた:23, 25–26:16, 215, 222–223。
建設資金が底をついた1年後の1855年2月22日、その次の年、議会は計画を続けるためにおよそ20万ドルの寄付の充当を採決したが、その資金が支出される前に議会は態度を一変する。ノウ・ナッシング党が協会を掌握したとき、この要請はちょうど下院の議場に達したところだった。議会は直ちに協会への20万ドルの拠出を保留し、連邦予算は事実上ストップした。その在任中、ノウ・ナッシング協会は、現地で見つけた不合格の石材を使い、石碑に2コース、つまり4フィート（1.2m）だけ石積みを追加し、立坑の高さを156フィート（48m）に引き上げた。元の協会は買収を認めなかったため、2つの対立する協会は1858年まで並存していた。ノウ・ナッシング党が崩壊し、記念塔の寄付金を確保できなくなったため、3年半後の1858年10月20日、元の協会に記念塔の所有権を明け渡した。将来の乗っ取りを防ぐため、アメリカ議会は1859年2月22日、憲章と一連の規則と手続きを明記した協会を設立したが:chp 3:52–65 、続く南北戦争により工事はまたもや中断されてしまう。

### 南北戦争による中断
南北戦争（1861年〜1865年）により、記念塔の建設はすべて中断されたが、終戦後に記念塔への関心が再び高まった。 技術者たちは、20年間効果的な活動がなかった後、建設を継続するのに塔の土台が十分頑丈であるかどうかを数回に渡って調査した。アメリカ独立宣言100周年にあたる1876年、議会は建設再開のためにさらに20万ドルを計上することに同意した。20年近く当初の計画の3分の1にも満たない高さで立っていた塔は、ここで竣工への目処が立ったかに見えた。
工事が再開される前に、最も適切なデザインについての議論が再開された。多くの人々は、柱廊のない簡素なオベリスクのみの記念塔のデザインがあまりにも殺風景すぎると考えた。建築家ミルズは、列柱を省くと記念塔が「アスパラガスの茎」のように見えると言ったと伝えられている。別の批評家は「誇れるものがほとんどない」と述べた。
こうした意見が人々により良いデザイン案を提出させることとなった。ワシントン・ナショナル・モニュメント協会と議会双方は、塔がどのように完成されるべきかを巡って議論を重ねた。協会は5つの新しいデザインと匿名の「カリフォルニアの興味深いプロジェクト」（後にアーサー・フランク・マシューズによるものであることが判明した）を検討し、ウィリアム・ウェットモア・ストーリーによるものが「芸術的センスと美しさにおいて圧倒的に優れている」と結論づけた。 議会はこれら5つの提案（ボイルストン・ホールとジョン・フレイザーを建設したポール・シュルツによるものと、ミルズのオリジナルによるもの）を審議した。 その一方で、議会はオベリスクの工事を続行するよう命じた。 最終的に、協会のメンバーは、柱廊の建設を断念し、オベリスクを古典的なエジプト風プロポーションに合うように変更することに同意した。

### 工事の再開
1879年、アメリカ陸軍工兵隊のトーマス・リンカーン・ケーシー中佐の指揮の下、建設が再開された。 ケーシーは基礎を再設計し、最終的に4万トン（3万6千トン）を超える重量の建造物を支えることができるよう、基礎を強化した。 未完成の切り株の上に最初の石が置かれたのは1880年8月7日、ラザフォード・B・ヘイズ大統領、ケーシー、その他数名が出席したささやかな式典だった。 大統領は、最初の石がその上に置かれる前に、自分のイニシャルと日付を掻いた小さな硬貨を150フィート（46m）の高さにある湿ったセメントの床に置いた:76。ケイシーは、92個の記念の石（「贈られた石」）がすでに第一期工事の内壁にはめ込まれているのを発見した。 工事を続行する前に、彼は150フィート（46m）の高さにある8つの石を一時的に取り除き、その高さの壁を外側に傾斜させることで、より薄い第二期の壁を作ることができるようにした。 彼は1885年から1889年にかけて、これらの石とラピダリウムに保管されていた残りの記念石のほとんどを内壁に挿入した:11–17。記念塔の下部3分の1は、大理石が異なる採石場から入手されたため、他の部分よりもわずかに明るい色合いとなっている[50]。
議会が十分な資金を提供した後、記念塔の建設は急速に進んだ。 1884年12月6日、100オンス（2.83キログラム）のアルミニウム製の頂点／避雷針が設置され、4年で完成した[48]。アルミニウムの価格が銀に匹敵していた当時、頂点は単一のアルミニウム鋳造品としては最大のものであった。[12] その2年後、ホール・エリュール製法によってアルミニウムの生産が容易になり、アルミニウムの価格は急落したが、光沢があり錆びない頂点が提供されたはずであった[G][51] モニュメントは1888年10月9日に一般公開された。

### 献納式典
記念塔は1885年2月21日に献納された。800人を超える人々が記念塔の敷地に集まり、極寒の中、オハイオ州選出の上院議員ジョン・シャーマン（1823年-1900年）、ヘンダーソン・ステューター牧師のスピーチを聞き、ワシントン国立記念塔協会のウィリアム・ウィルソン・コーコラン（ ワシントン国立記念塔協会）は出席できなかったため、ジェームズ・C・ウェリング博士が代読した。また、フリーメイソンのマイロン・M・パーカー、陸軍工兵隊のトーマス・リンカーン・ケーシー大佐、チェスター・A・アーサー大統領も出席した:104。アーサー大統領は次のように宣言した。
私は今......人民を代表して、この記念碑を受け取り......ジョージ・ワシントンの不滅の名と記憶に捧げることを宣言する。

演説の後、南北戦争の騎兵隊の退役軍人であり、当時アメリカ陸軍総司令官であったフィリップ・シェリダン中将（1831年 - 1888年）が、高官や群衆を含む行列を先導し、行政官邸（現在のホワイトハウス）を通り過ぎ、ペンシルベニア通りを経由して国会議事堂の東正面玄関に至り、アーサー大統領（1829-1886、1881-1885在任）が通過する軍隊を迎えた。 その後、国会議事堂の下院会議室で、大統領、閣僚、外交官、その他の人々は、ジョン・デイヴィス・ロング下院議員（1838-1915）（元マサチューセッツ州副知事、後の海軍長官）が数カ月前に書いたロバート・C・ウィンスロップ（1809年 - 1894年）の演説を朗読するのに耳を傾けた。 ウィンスロップ（1809年 - 1894年）は、37年前の1848年に定礎式が行われたときの下院議長であったが、現在は病気で自ら演説を行うことができなかった:234–260。最後の演説は、著名な弁護士、作家、下院議員、上院議員であったバージニア州のジョン・W・ダニエル（1842年 - 1910年）が行った。 祝祭はその夜、空中と地上の両方で打ち上げられた花火で締めくくられた:260–285。

### その後の歴史

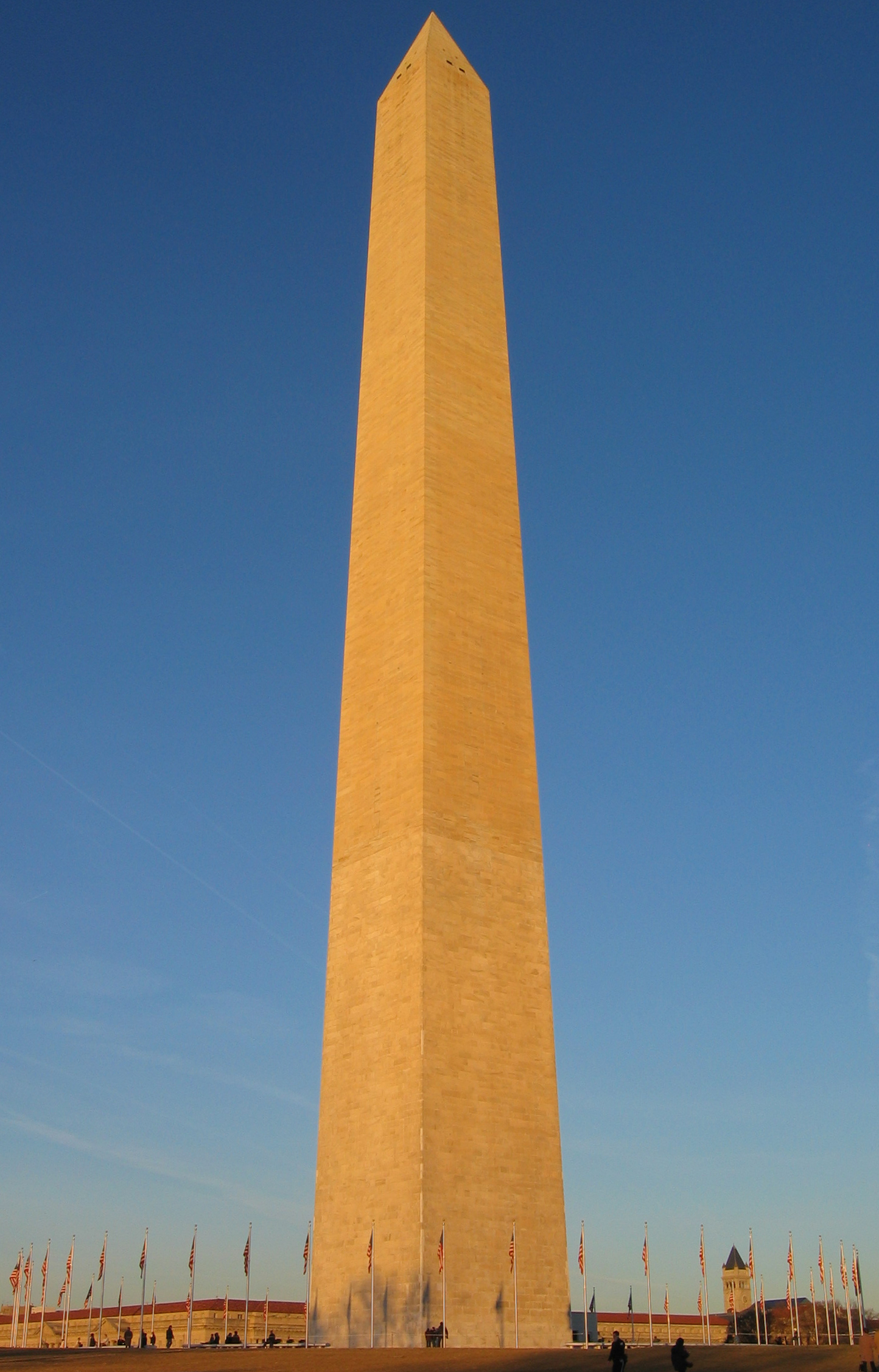
オレンジ色の夕日に照らされるワシントン記念塔

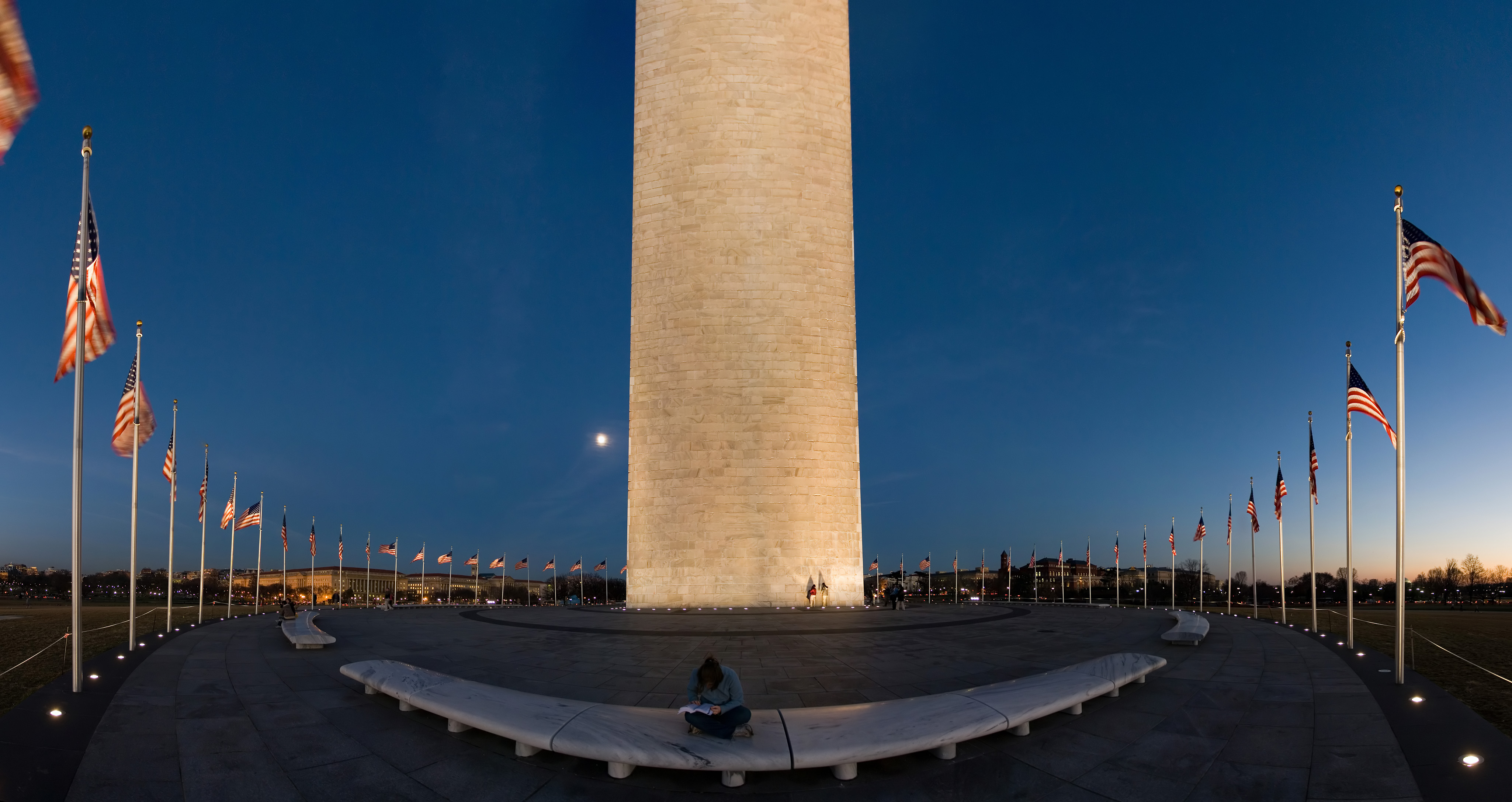
ワシントン記念塔を囲むアメリカ国旗（超広角画像）。観光客は周囲を歩き回ることができる

建設が終了した時点で、記念塔は世界で最も高い建造物となった。塔は未だにワシントンD.C.で最も高い建造物となっており、1910年に新しく建造する建物は約6メートル（20フィート）以上、幅は建造物が建つ通りの広さ以上に大きくなってはならないと制限する法律が定められたため、塔は今後も首都内で常に最も高い建造物ということになるであろう。（同法がワシントン記念塔より高い建造物を建立してはならないと制限していると広く一般に誤解されているが、実際は同法で記念塔の高さに関しては触れられていない）。通例古代のオベリスク塔には30メートル（100フィート）程の高さを超える物が殆ど無く、ワシントン記念塔はヨーロッパ各国の首都周辺やエジプトにあるものより遥かに巨大である。
塔は公式に開放されるより前でさえ、莫大な人数の人々をひきつけた。6ヶ月間に渡った除幕式典期間中、実に10041人もの人々が塔内部の893ある階段を頂上まで上った。それまで建築資材を運ぶために取り付けられていたエレベーターが旅行者用に改造された後は、訪れる人々の数が急速に増加した。1888年ごろには月平均55000人の人々が頂上まで向かうようになり、今日では年間80万人を超える人々が記念塔を訪れている。1966年10月15日、国立公園局管轄の歴史的地区として、国定記念建造物であるワシントン記念塔は国家歴史登録財に登録された。
1982年12月8日の10時間、核武装に抗議したノーマン・メイヤーが、記念塔土台部分に停めたトラックに爆発物を仕掛けたとして、ワシントン記念塔が「固定人質状態」になる事件が起こった。その後塔内部に閉じ込められていた8人の観光客は解放され、事件は国立公園警察がメイヤーを射殺したことで終結した。この事件で記念塔は被害を受けず、またメイヤーが爆発物を所持していなかったことも判明した。
2005年7月4日、1500万ドルをかけて行われた警備、地形強化計画が終了した。76センチほどの高さに一続きの同心円を新たに設計し、塔の周囲において歩行者や自転車による観光客に支障が無いようにした一方で、車両が入って来られなくするようにデザインされた物だった。2004年の計画工事着工に向けて、安全性の改良に加え、塔外周囲の照明装置の改良を施す内容も計画に盛り込まれていた。
2005年10月7日に爆弾テロと思われる電話での連絡が入り、塔からの避難の喚起が出されたものの、調査の結果爆発の危険性のある物体が見つからなかった。同年10月13日にも同じような連絡があったが、爆発物とされるものは見つからなかった。
2011年8月23日にアメリカ東部でマグニチュード5.9の地震が発生、内部の深刻な破損や最上部約10cmのヒビが入るなどの被害が発生したため、アメリカ公園局は無期限で立入禁止を発表した。その後1500万ドル（約15億3000万円）を投じて修復工事が行われ、2014年5月12日には一般公開が再開している。

## 建造物詳細
完成した記念塔は169メートル（約555フィート）の高さで聳え立ち、また構造は以下の詳細と素材を参照されたい。
- 計画第1段階（1848年～1858年）
  - ウィリアム・ドアティ監督、地上46メートル（152フィート）迄。
  - 外壁 - テキサス州、メリーランド州産白大理石（州道83号北東、ワレンロード・出口コッキービル近隣より）
  - 内壁 - マサチューセッツ州、シェフィールド産白大理石
- 計画第2段階（1878年～1888年）
  - アメリカ陸軍工兵隊中尉、トマス・リンカーン・ケーシー指揮、アメリカ陸軍工兵隊の手により完了。
  - 外壁 - コッキービル採石場より、白大理石
  - 内壁 - メーン州産花崗岩
- 冠石
  - 当時、銀と同等の価値があり、希少金属であったアルミニウムで構成。ウィリアム・フリシュマスによって鍛造。歴史詳細は （英語）参照。
- 記念塔総経費
  - 1,187,710ドル

### 銘刻
記念塔頭頂部、観覧階4面に刻まれている内容は以下の通り。

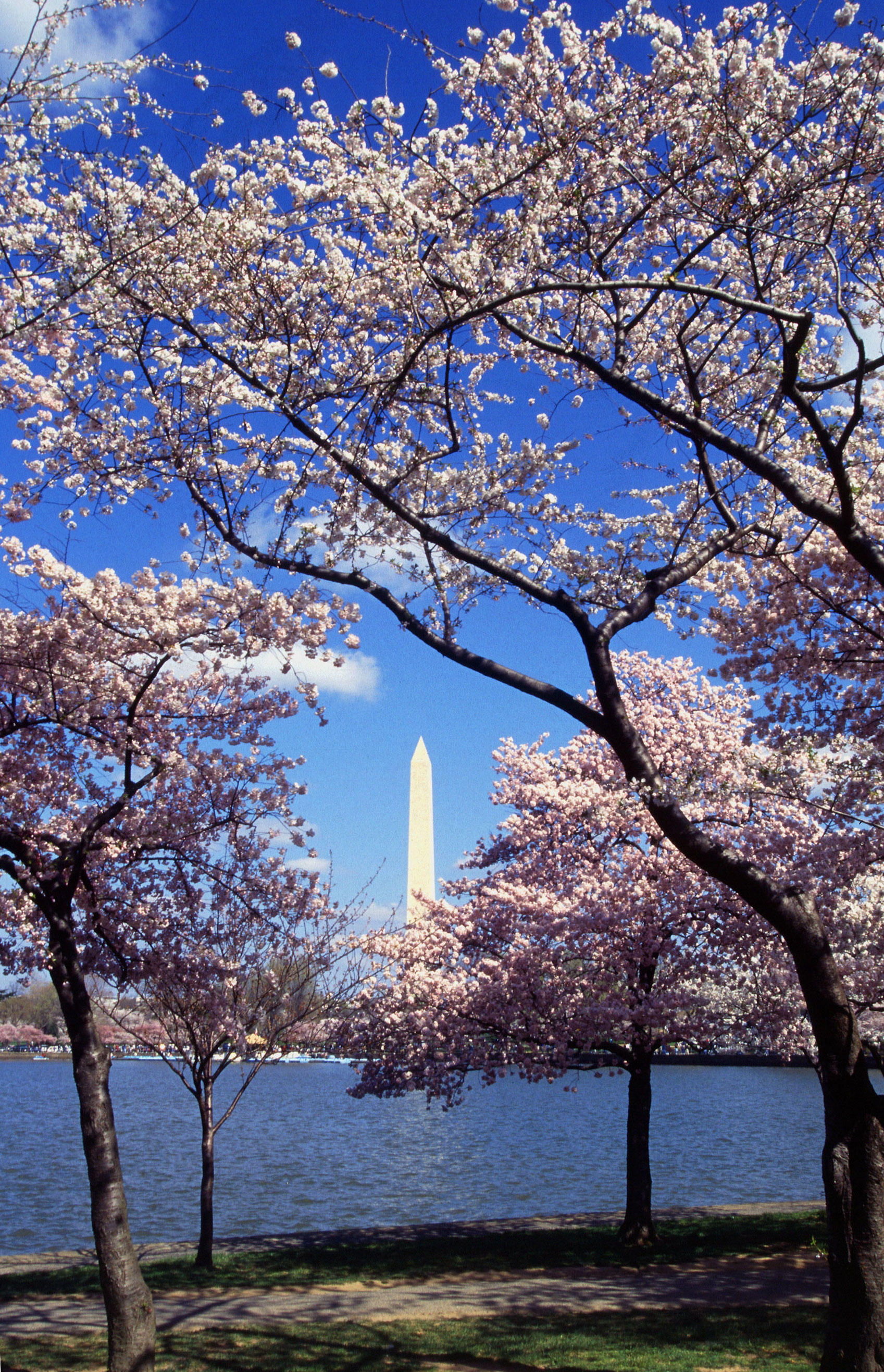
タイダル・ベイスンから見たワシントン記念塔と桜

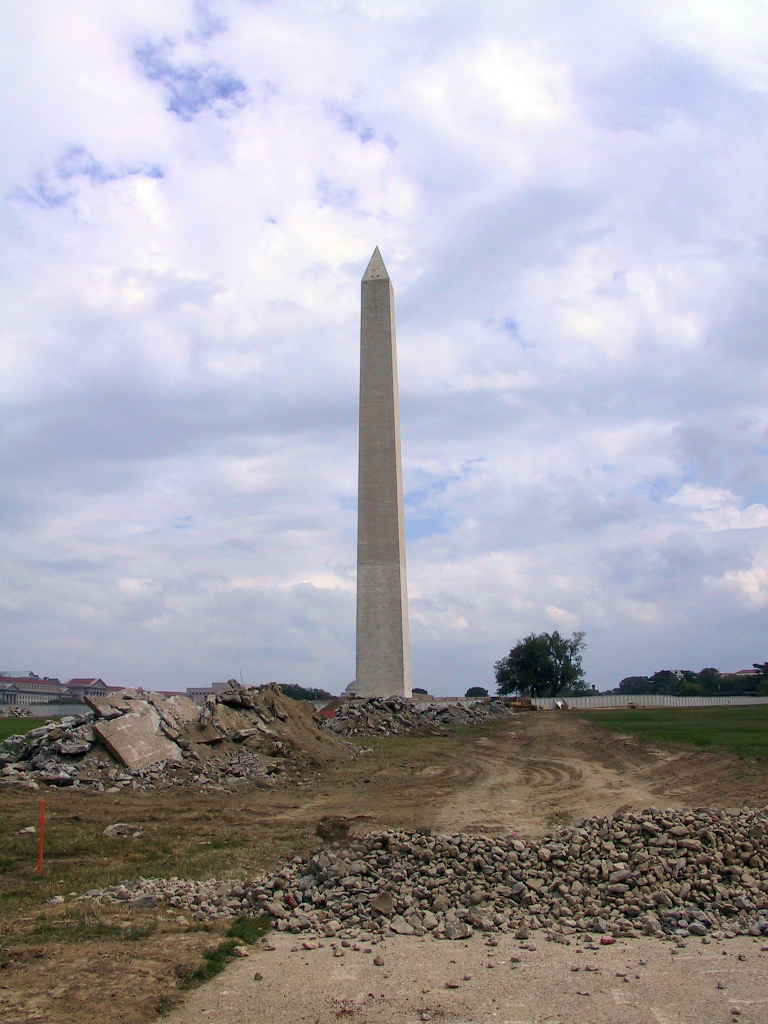
2004年改築工事計画時の写真

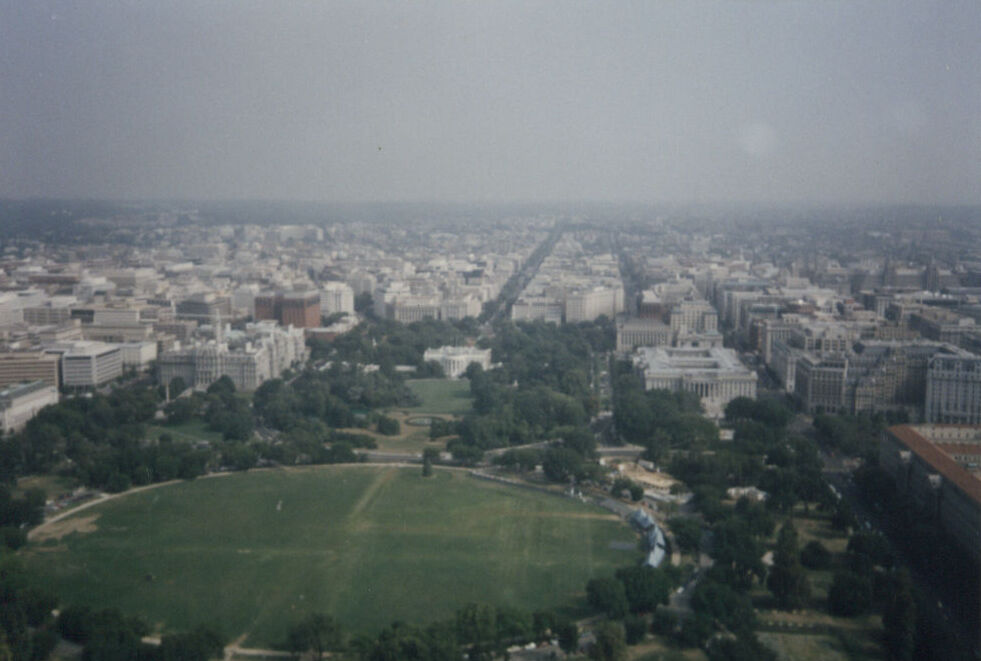
記念塔頭頂部の観覧階から北側を見た画像。中心部に見えるのはホワイトハウスである。

| 北面 | 西面 | 南面 | 東面                             |
| --- | --- | --- | -------------------------------- |
| JOINT COMMISSION AT SETTING OF CAPSTONE. CHESTER A. ARTHUR. W. W. CORCORAN, Chairman. M. E. BELL. EDWARD CLARK. JOHN NEWTON. Act of August 2, 1876. | CORNER STONE LAID ON BED OF FOUNDATION JULY 4, 1848. FIRST STONE AT HEIGHT OF 152 FEET LAID AUGUST 7, 1880. CAPSTONE SET DECEMBER 6, 1884. | CHIEF ENGINEER AND ARCHITECT, THOS. LINCOLN CASEY, COLONEL, CORPS OF ENGINEERS. Assistants: GEORGE W. DAVIS, CAPTAIN, 14TH INFANTRY. BERNARD R. GREEN, CIVIL ENGINEER. Master Mechanic, P. H. MCLAUGHLIN. | LAUS DEO. 神を讃えよ（ラテン語） |

### 外面構造
- 記念塔全高：169.294メートル
- 地上階ロビーから最上観覧階までの高さ：152メートル
- 記念塔土台幅：16.8メートル
- 記念塔頭頂部柱身幅：10.5メートル
- 土台部の壁の厚さ：4.6メートル
- 頭頂部観覧階の壁の厚さ：46センチメートル
- 記念塔総重量：82,421トン
- 記念塔石塊総数：36,491個

### 基礎
- 基礎の深さ：11.23メートル
- 基礎総重量：33,486メートルトン
- 基礎総面積：1,487平方メートル

### 内部
- 階段開口部記念石総数（世界中から贈られた）：193個
- 現行エレベーター設置年：1998年
- 現行エレベーター管制室設置年：2001年
- エレベーターによる頭頂観覧階までの時間：1分間
- 内部階段総数：897段

## 日本との関係
- 幕末に来日したペリーは、箱館、下田、当時の琉球王国で石を収集した。『ペリー提督日本遠征記』には、箱館で行われた送別式において、日本側が、「ワシントンの記念碑」のために「花崗岩材」を贈ったという記述がある。下田の伊豆石だけは塔建設再開後に使用されたという。
- 1989年、沖縄から、「琉球の石」が新たに贈られた。

## 他のワシントン記念碑

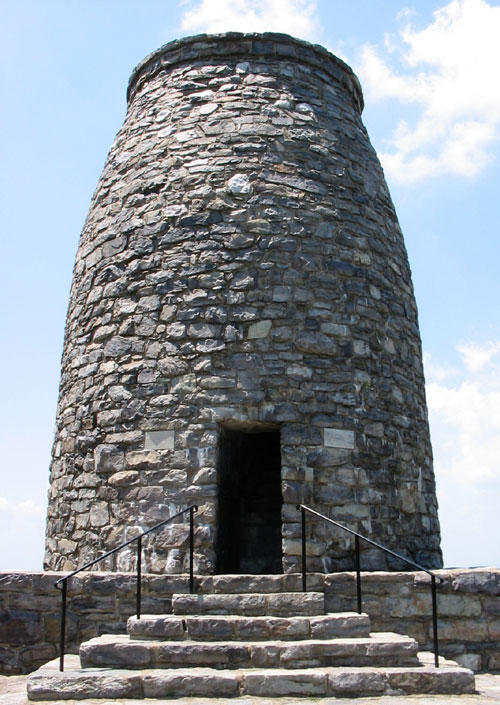
メリーランド州、ワシントン記念碑州立公園にあるワシントン記念碑

ワシントン記念塔の他にも、ワシントン大統領を記念して作られた記念碑は全米各地に存在する。
- ボルチモアワシントン記念塔（メリーランド州ボルチモア）
- ワシントン記念碑（メリーランド州ブーンズボロワシントン記念碑州立公園内）
- ワシントン記念像（メリーランド州ボルチモア、ドルイド・ヒル・パーク）
- ワシントン記念石塔（バージニア州アレクサンドリア）

## 参考
- The National Parks: Index 2001–2003. Washington: U.S. Department of the Interior.